# Jens Woelke
Jens Woelke (* 1969) ist ein deutscher Soziologe, Kommunikationswissenschaftler und Hochschullehrer.

## Leben
Woelke absolvierte nach dem Abitur zunächst eine Ausbildung zum Werkzeugmaschinenmechaniker, welche er 1989 abschloss, für seine Leistungen wurde er mit der Lessing-Medaille in Gold ausgezeichnet. Nach dem Wehrdienst, eine Tätigkeit in seinem Lehrberuf und in einem Automobilhandelsunternehmen, absolvierte er von 1993 bis 1997 ein Studium der Publizistik- und Kommunikationswissenschaft, Rechtswissenschaft und Politologie an der Freien Universität Berlin. Seine Abschlussarbeit wurde 1998 mit dem Förderpreis des Vereins der Freunde der Publizistik der Freien Universität Berlin für herausragende Magisterarbeiten ausgezeichnet, 2000 erhielt er für diese Arbeit zudem den ImPact Award 2000 für Werbung und Fernsehen.
In der Folge war er von 1998 bis 2002 an der Technischen Universität Ilmenau und Friedrich-Schiller-Universität Jena tätig. In Jena promovierte er 2002 mit einer Dissertation zur kommunikativen Abgrenzung von Fernsehgattungen bei Georg Ruhrmann. Von 2002 bis 2009 war er in verschiedenen Positionen an der Universität Salzburg, der Universität der Künste Berlin, der Universität Freiburg und der Universität Zürich tätig. 2009 wechselte er an die Westfälische Wilhelms-Universität Münster, wo er seitdem als wissenschaftlicher Mitarbeiter forscht und lehrt. Mit einer Arbeit zum Thema Differentielle Informationsverarbeitung und vergleichende Fernsehprogrammforschung wurde er 2014 in Münster habilitiert.
Woelke war wiederholt als Vertretungsprofessor tätig, unter anderem für Empirische Kommunikations- und Medienforschung (2013–2014) und Soziologie und Methodenlehre (2017–2018) an der Universität Leipzig, Organisationskommunikation an der Ernst-Moritz-Arndt-Universität Greifswald (2018) sowie als Gastprofessor für Kommunikationswissenschaft mit dem Schwerpunkt Wirtschafts- und Politikwissenschaft an der Technischen Universität Dresden (2018–2020). An der Universität Münster lehrt und forscht er als Privatdozent und Akademischer Oberrat mit ständigen Lehraufgaben am Institut für Kommunikationswissenschaft.
Woelke widmet sich in seiner Forschung schwerpunktmäßig der vergleichenden Mediensystem- und Fernsehprogrammforschung, Theorie und Empirie der Rezeptions- und Wirkungsforschung, Werbeforschung, dem strategischen Kommunikationsmanagement und Kommunikationscontrolling sowie der Methodenforschung. Er führte Drittmittelprojekte für die Landesanstalt für Medien NRW, Seven One Media, Festina und den Rat für Forschung und Technologieentwicklung durch. Er leitete von 2006 bis 2011 die TV-Programmanalyse Österreich. 2012 war er Gutachter für die Kommunikationsbehörde Austria in einem Verfahren gegen den Österreichischen Rundfunk vor dem Bundeskommunikationssenat, dem ORF wurde durch die KommAustria eine Unausgewogenheit des Programms vorgeworfen. Von ORF-Generaldirektor Alexander Wrabetz wurde Woelke scharf kritisiert.

## Schriften (Auswahl)
- Durch Rezeption zur Werbung: Kommunikative Abgrenzung von Fernsehgattungen. Herbert von Halem Verlag, Köln 2004, ISBN 978-3-931606-63-3.
- mit Helena Bilandzic und Volker Gehrau: Rezeptionsstrategien und Rezeptionsmodalitäten. Nomos, Baden-Baden 2005, ISBN 978-3-8329-4345-5.
- mit Marcus Maurer und Olaf Jandura: Forschungsmethoden für die Markt- und Organisationskommunikation. Herbert von Halem Verlag, Köln 2010, ISBN 978-3-938258-58-3.
- mit Christian Steininger: Fernsehen in Österreich 2011/2012. Herbert von Halem Verlag, Köln 2012, ISBN 978-3-74450-532-1.
- Differenzielle Rezeption, transaktionale Medienwirkungen und die Bewertung öffentlicher Kommunikationsmedien: Methodologische Betrachtungen zur TV-Programmforschung. Herbert von Halem Verlag, Köln 2017, ISBN 978-3-86962-174-6.